# Son de diez
Son de diez é uma telenovela argentina produzida pela Pol-ka Producciones e exibida pelo Canal 13 entre 1992 e 1995.

## Elenco
| - María Laura Deambrosi - Alexis Rodal - Sandra Di Millo - Rene Bertrand - Mimí Ardú - Alejandro Gancé - Celeste García Satur - Iván González - Felipe Méndez - Pedro Mossi - Elsa Piuselli - Agustina Seiguer - Pablo Shilton | - Andrea Acatto - Luis Albano - Graciela Alfano - Facundo Arana - Marta Betoldi - Sabrina Carballo - Antonella Costa - Paule Decropp - Susana Di Gerónimo - Facundo Espinosa - Ana Franchini - Jorge García Marino | - Rubén Green - Miguel Habud - Eduardo Iácono - Javier Iriberri - Daniel Kuzniecka - Augusto Larreta - Verónica Llorens - Gastón Martelli - Mausi Martínez - Marcelo Melingo - Ernesto Michel | - Cecilia Milone - Leonor Miniño - Silvia Pérez - Jorge Sabate - Sabrina Sabrok - María Isabel Toleda - Coni Vera - Emilio Vidal - Magela Zanotta - Marcos Zucker - Maite Zumelzú |

## Prêmios e indicações
| Ano  | Prêmio               | Categoria               | Indicado             | Resultado |
| ---- | -------------------- | ----------------------- | -------------------- | --------- |
| 1992 | Prêmio Martín Fierro | Melhor comédia          | Son de diez          | Venceu    |
| 1992 | Prêmio Martín Fierro | Melhor ator de comédia  | Claudio García Satur | Indicado  |
| 1992 | Prêmio Martín Fierro | Melhor atriz de comédia | Silvia Montanari     | Indicado  |
| 1992 | Prêmio Martín Fierro | Melhor ator coadjuvante | Javier Portales      | Indicado  |